# コスタッチャーロ
コスタッチャーロ（伊: Costacciaro）は、イタリア共和国ウンブリア州ペルージャ県にある、人口約1,000人の基礎自治体（コムーネ）。

## 地理

### 位置・広がり

#### 隣接コムーネ
隣接するコムーネは以下の通り。括弧内のANはアンコーナ県所属を示す。
- ファブリアーノ (AN)
- グッビオ
- サッソフェッラート (AN)
- スケッジャ・エ・パシェルーポ
- シジッロ

### 気候分類・地震分類
コスタッチャーロにおけるイタリアの気候分類 (it) および度日は、zona E, 2403 GGである。
また、イタリアの地震リスク階級 (it) では、zona 2 (sismicità media) に分類される。

## 行政

### 分離集落
コスタッチャーロには、以下の分離集落（フラツィオーネ）がある。
- Costa San Savino, Rancana, Villa Col de' Canali